# CRH380 A

El CRH380 A es el tren de alta velocidad chino que sustituye al modelo anterior CRH350, similar al modelo Europeo AVE. Es actualmente (2013) el tren de alta velocidad comercial sobre raíles más veloz, alcanzando los 486.1 km/h. El recorrer grandes distancias a unos 380 km/h ha obligado a los técnicos chinos a desarrollar tecnología propia y nueva hasta ese momento en medidas de seguridad que ayudan al conductor a visualizar las señales, con un sistema novedoso en sus bogies para soportar y eliminar el traqueteo ocasionado por la velocidad; un cristal blindado especial en la cabina capaz de soportar impactos de pájaros a esa velocidad sin ocasionar disminución visual, y una aerodinámica que permite disminuir su consumo y ruidos.